# Ramenskoje
Ramenskoje (russisch Раменское) ist eine russische Stadt mit rund 96.317 Einwohnern (Stand 14. Oktober 2010) in der Oblast Moskau. Sie liegt rund 45 km südöstlich von Moskau. Nächstgelegene Stadt ist das durch sein Flugtechnikzentrum bekannte Schukowski, sieben Kilometer von Ramenskoje entfernt.

## Geschichte

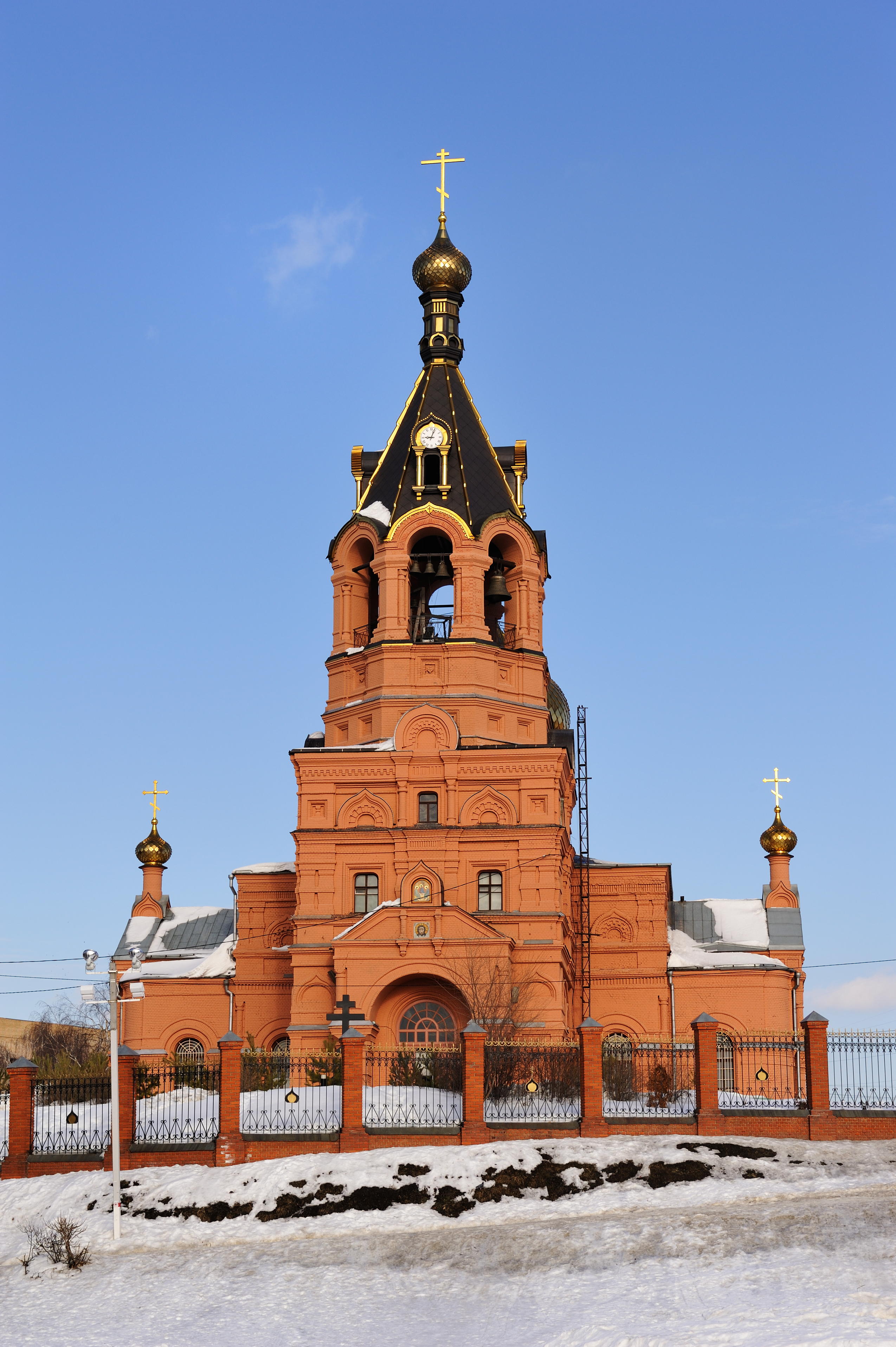
Dreifaltigkeitskirche (Собор Троицы Живоначальной) in Ramenskoje

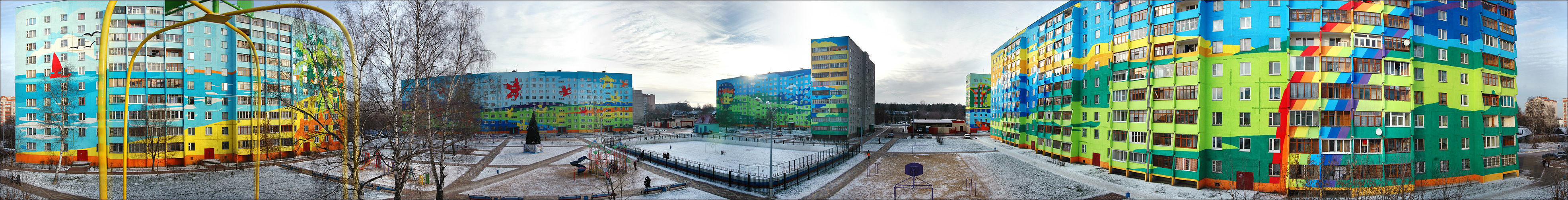
Ein Wohnviertel in Ramenskoje

In einer Urkunde von 1328 findet sich eine erste Erwähnung der Gegend namens Ramenje, was damals so viel wie „Waldrand“ bedeutet hatte. Die eigentliche Entstehung der heutigen Stadt muss jedoch erst in den 1760er-Jahren eingesetzt haben, als in dieser Gegend das Dorf Troizkoje erbaut wurde. Dieses wurde später nach der ursprünglichen Bezeichnung Ramenje in Ramenskoje, also „Ortschaft in Ramenje“, umbenannt. Noch im 18. Jahrhundert entstand in Troizkoje ein ausgedehntes Landgut, das damals dem Fürstengeschlecht Wolkonski gehört hatte.
Im frühen 19. Jahrhundert wurde Ramenskoje Sitz einer der ersten Baumwollfabriken im Großraum Moskau. Diese Fabrik wurde von Vertretern des Geschlechts der Galitzins gestiftet und galt schon in den 1870er-Jahren als eine der größten ihrer Art in Russland. Weitere Industrien entstanden in Ramenskoje ab Mitte des 19. Jahrhunderts nach der Verlegung der Eisenbahnlinie Moskau–Rjasan.
Am 15. März 1926 erhielt die Fabriksiedlung Ramenskoje Stadtrechte. Drei Jahre später wurde es Verwaltungszentrum des gleichnamigen Rajons in der Moskauer Oblast.

### Bevölkerungsentwicklung
| Jahr | Einwohner |
| ---- | --------- |
| 1897 | 8.500     |
| 1926 | 13.700    |
| 1939 | 28.405    |
| 1959 | 46.465    |
| 1970 | 61.010    |
| 1979 | 76.906    |
| 1989 | 87.666    |
| 2002 | 82.074    |
| 2010 | 96.317    |

Anmerkung: Volkszählungsdaten (bis 1926 gerundet)

## Wirtschaft und Verkehr

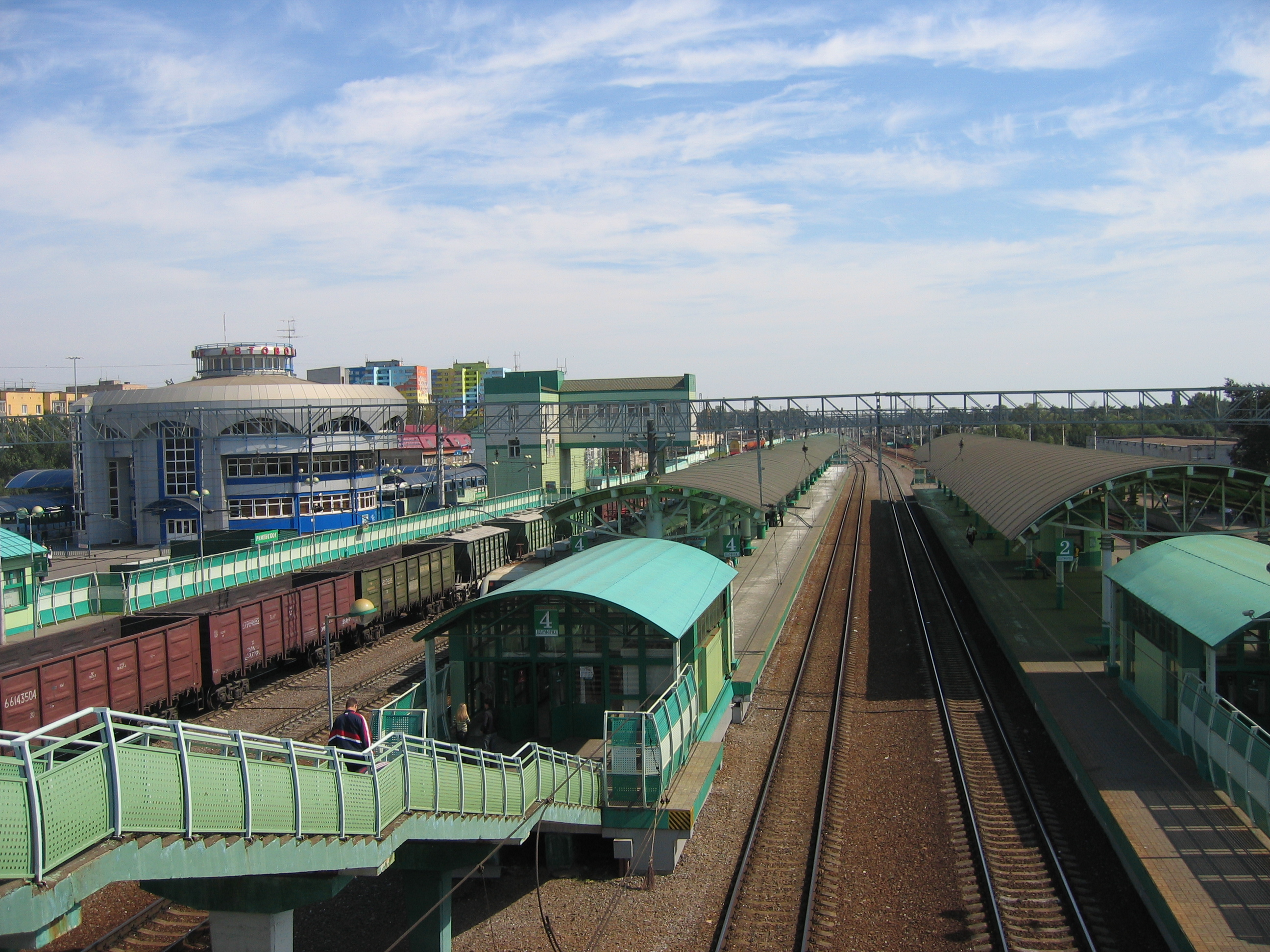
Der Bahnhof von Ramenskoje

Heute ist Ramenskoje eine Industriestadt vorwiegend mit Maschinenbau (darunter der hier ansässige Rüstungskonzern Avionika) und Nahrungsmittelindustrie, während die einst bedeutende Textilindustrie inzwischen weitgehend zum Erliegen gekommen ist. Eine große Rolle spielt in Ramenskoje auch der Wohnungsbau.
Über eine Landstraße hat Ramenskoje Anschluss an die Magistrale M5. Zudem liegt die Stadt direkt an der Moskau-Rjasaner Eisenbahnlinie und verfügt dort über regelmäßige Verbindungen mit Moskau, die 2006 zusätzlich um die im dichten Taktverkehr fahrenden Expresszüge Sputnik erweitert wurden.
In der Stadt wurde zwischen 1970 und 1990 eine Magnetschwebebahn entwickelt, dafür wurde eine 850 m lange Versuchsstrecke errichtet.

## Söhne und Töchter der Stadt
- Wiktor Sotikow (1850–1921), Industrieller und  Wohltäter
- Jewgeni Gurow (1897–1987), Schauspieler
- Igor Saizew (* 1938), Schachmeister
- Witali Owanessow (1940–2013), Theaterschauspieler
- Wiktor Dorochin (1944–2009), Komponist und Musikproduzent
- Wladimir Luttschenko (* 1949), Eishockeyspieler
- Wladimir Muchanow (* 1954), Fußballtrainer
- Tatjana Korschunowa (* 1956), Kanusportlerin
- Andrej Antonau (* 1985), Eishockeyspieler

## Sonstiges
In Ramenskoje befand sich der Fußballverein Saturn Ramenskoje, der seine Heimspiele im hiesigen Saturn-Stadion absolvierte. Der Fußballverein Anschi Machatschkala hat derzeit seinen Wohn- und Trainingsort in der Stadt und reist nur zu den Spielen nach Machatschkala.